# Военноморска база Пашалиман
Военноморската база „Пашалиман“ (на албански: Baza ushtarake e Pashalimanit) е военноморска база край Вльора в Албания.
„Пашалиман“ играе важна роля в първите години на Студената война, когато е единствената военноморска база на Съветския съюз в Средиземно море. През 1961 година Албания връща пълния си контрол над базата, включително над четири намиращи се там съветски подводници „Проект 613“. През 1992 година Албания сключва споразумение с Турция, която финансира реконструкция на базата срещу правото да я използва.